# Petra Felke
Petra Felke (poročena Meier), nemška atletinja, * 30. julij 1959, Saalfeld, Vzhodna Nemčija.
Nastopila je na poletnih olimpijskih igrah v letih 1988 in 1992, leta 1988 je osvojila naslov olimpijske prvakinje v metu kopja, leta 1992 je bila sedma. Na svetovnih prvenstvih je osvojila srebrni medalji v letih 1987 in 1991, na evropskih prvenstvih pa srebrno medaljo leta 1986 in bronasto leta 1990. Štirikrat je postavila svetovni rekord v metu kopja, ki je veljal do spremembe pravil leta 1999. 